# Caridina oligospina
Caridina oligospina is een garnalensoort uit de familie van de Atyidae. De wetenschappelijke naam van de soort is voor het eerst geldig gepubliceerd in 1999 door Liang, Guo & Tang.